# العصر البلاستيكي (فلم 1925)
العصر البلاستيكي (بالإنجليزية: The Plastic Age) فيلم كوميديا رومانسية أمريكي صامت عرض عام 1925 من بطولة كلارا بوو وكلارك غيبل.

## روابط خارجية
- العصر البلاستيكي على موقع IMDb (الإنجليزية)
- العصر البلاستيكي على موقع أول موفي (الإنجليزية)
- العصر البلاستيكي على موقع قاعدة بيانات الفيلم (الإنجليزية)
- العصر البلاستيكي على موقع ليتربوكسد (الإنجليزية)
- العصر البلاستيكي على موقع كينوبويسك (الروسية)